# São Caetano Futsal
São Caetano Futsal é um clube de futebol de salão da cidade de São Caetano, do estado de São Paulo. Foi fundada em 02 de janeiro de 2003. Comanda seus jogos no Centro Esportivo Joaquim Cambaúva Rabello em São Caetano do Sul.
Em 2020, atua na Copa LPF e na Liga Paulista de Futsal com o nome de São Caetano Futsal / Vale +.